# Аэрозольтерапия
Аэрозольтерапи́я — метод физиотерапии, заключающийся во вдыхании аэрозолей биологически активных веществ (ингаляции) либо нанесении их на слизистые оболочки или поражённые участки кожи.

## Принцип действия и достоинства метода
Вещества, содержащиеся в аэрозолях, оказывают лечебные действия вследствие всасывания через орошаемые ими ткани тела и проникновения в кровоток.
Аэрозольтерапия является естественным и физиологичным методом, не травмирующим ткани при введении вещества.

## Ингаляционное применение аэрозолей
Основной формой аэрозольтерапии является ингаляционный метод — вдыхание воздуха, насыщенного лекарственными веществами. Различают естественные и искусственные ингаляции.
В качестве естественных аэрозолей выступает воздух приморских, горных и других климатических курортов. Активными компонентами могут служить ионы йода или брома, частицы морской соли, фитонциды (выделяемые хвойными, камфорным деревом, лавром, липой и другими растениями) и другие вещества.
Искусственные аэрозоли создаются при помощи специальных аппаратов — ингаляторов. В качестве действующего вещества могут использоваться как настои лекарственных трав или водные растворы различных солей, так и синтетические лекарственные средства, в том числе антибиотики или гормональные препараты. Лекарственные вещества могут подаваться в виде влажного или маслянистого тумана, дыма, пара, газа. Считается, что наиболее глубокое проникновение в дыхательные пути обеспечивает размер частиц аэрозолей от 0,5 до 5 мкм.
Ингаляционная аэрозольтерапия применяется главным образом при заболеваниях органов дыхания. Вдыхание паров различных душистых веществ или ароматического дыма широко распространено в народной медицине. Метод используется в целях как лечения, так и профилактики.
Разновидностью метода является электроаэрозольтерапия, при которой частицам аэрозолей искусственно придают электрический заряд. Благодаря электризации вдыхаемые частицы оказывают дополнительное благотворное воздействие на мерцательный эпителий дыхательных путей и стимулируют нервные окончания.

## Наружное применение аэрозолей
При наружном применении аэрозоли наносятся непосредственно на слизистые оболочки или поражённые участки кожи. Наружная аэрозольтерапия применяется при гинекологических заболеваниях, болезнях кожи или полости рта.